# Багатоспектральний камуфляж

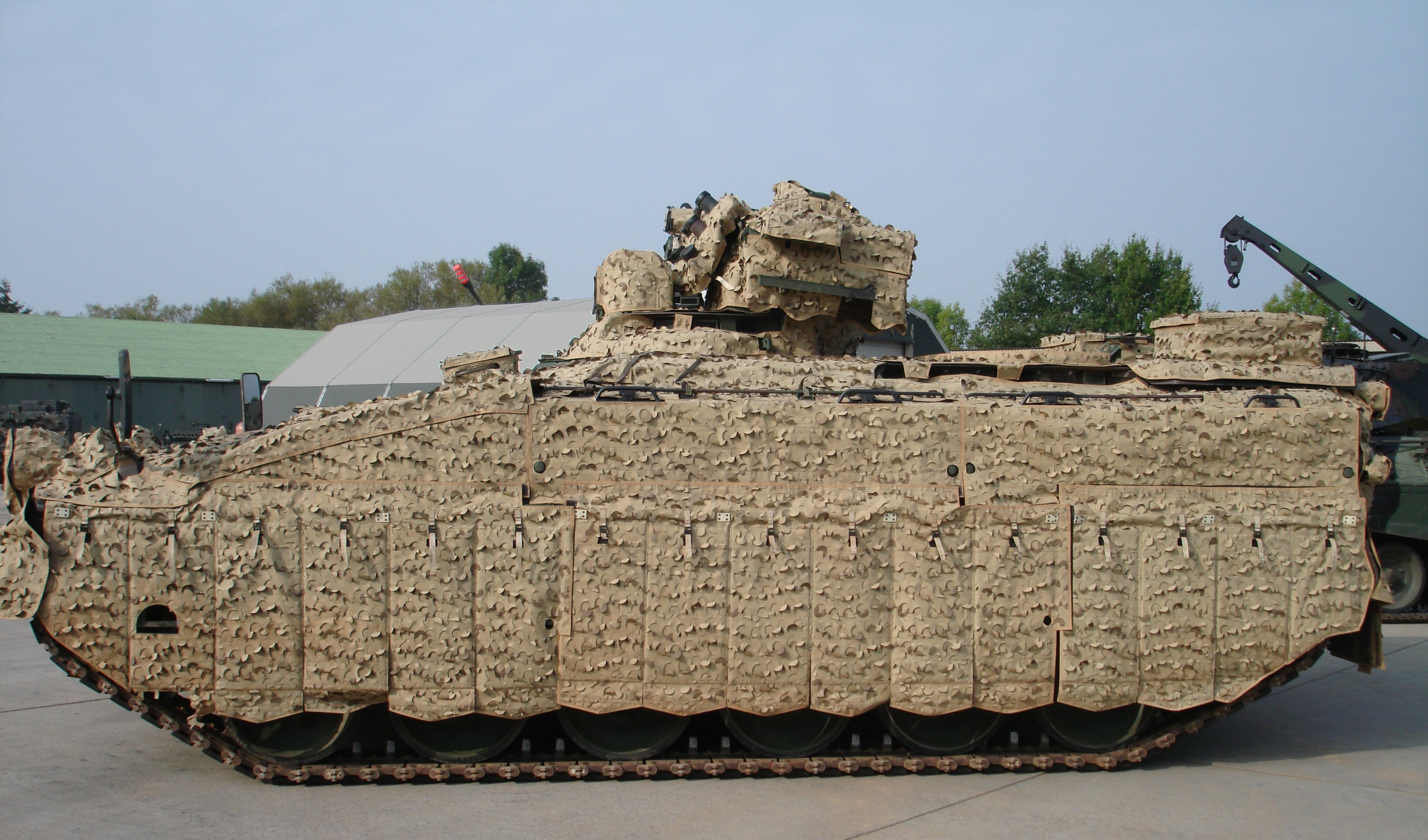
Німецький Marder 1A5 з мобільним багатоспектральним камуфляжем Saab Barracuda

Багатоспектральний камуфляж — приховування об'єктів від виявлення одночасно в кількох частинах електромагнітного спектра. У той час як традиційний військовий камуфляж приховує об'єкт у видимому спектрі, багатоспектральний камуфляж має також приховати об'єкти від таких методів виявлення, як інфрачервоне, радарне і міліметрове радіолокаційне сканування.
Серед тварин як комахи, такі як бражник очкастий, так і хребетні тварини, такі як деревні жаби,⁣ мають камуфляж, який працює як в інфрачервоному, так і у видимому спектрі.

## Історія

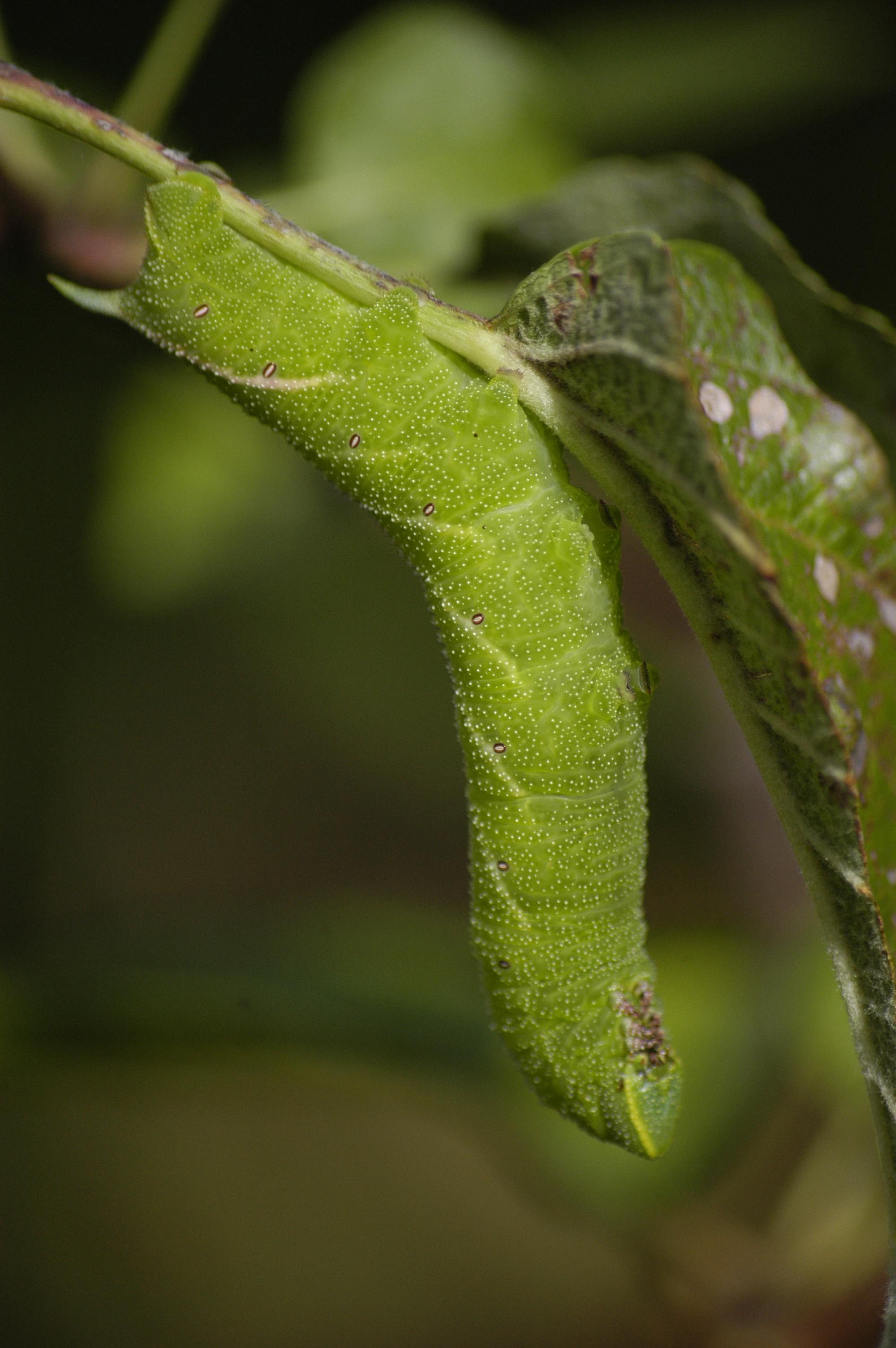
Гусінь бражника очкастого Smerinthus ocellatus закамуфльована, щоб відповідати фону листя як у видимому, так і в інфрачервоному світлі.

Англійський зоолог Г'ю Котт у своїй книзі «Адаптивне забарвлення тварин» 1940 року писав, що деякі гусениці, такі як бражник очкастий (Smerinthus ocellatus) і деревні жаби, такі як райка червона (Hyla coerulea), забарвлені таким чином, щоб зливатися з навколишнім фоном, незалежно від того, чи спостерігаються вони у видимому або інфрачервоному світлі. Котт зазначив важливість маскування в інфрачервоному діапазоні, враховуючи здатність тактичної розвідки вести спостереження в цій частині спектра:
Те що такі екрани дієві проти прямого спостереження та звичайної фотографії, зовсім не означає, що вони будуть приховані на інфрачервоній фотографії. Порівняння аерофотознімків, зроблених одночасно на панхроматичних та інфрачервоних пластинах, покаже багато того, що до появи цієї нової техніки було б належним чином замасковано...— Г’ю Котт, 1940.
Дослідницький проєкт НАТО під керівництвом Німеччини у 2004 році дійшов висновку, що хоча «багатоспектральні підписи більшості військової техніки можна значно зменшити за допомогою комбінації різних камуфляжних матеріалів», багатоспектральний камуфляж для окремих солдатів все ще має численні недоліки. Основними виявленими проблемами були такі експлуатаційні обмеження, як мобільність, вага та фізіологія солдата.

## Камуфляж
Багатоспектральний камуфляж можна застосовувати до людей, транспортних засобів і будівель. Це можуть бути спеціальні фарби або маскувальні сітки, які забезпечують звичайний камуфляж, зменшують кількість тепла, що виділяється об'єктом, і змінюють форму та розмір його радіолокаційного підпису. Мобільна камуфляжна система Saab Barracuda Mobile Camouflage System забезпечує певний ступінь маскування у видимій, тепловій інфрачервоній та радіолокаційній частинах електромагнітного спектра, як і багатоспектральна камуфляжна система Miranda Berberys-R з Польщі.
Компанія Saab AB почала пропонувати багатоспектральну систему індивідуального камуфляжу, відому як тактичний костюм для спеціальних операцій (SOTACS), ще у 2005 році І станом на 2018 рік багато країн поступово припиняють використання застарілих систем камуфляжу, переходячи до багатоспектральних систем.

## Приклади у різних частинах електромагнітного спектра
| Електромагнітний спектр             |                  |                               |                               |                                              |
| Ім'я                                | Довжина хвилі    | Виявляється за допомогою      | Технологія камуфляжу          | Приклад застосування                         |
| Ультрафіолет                        | 10 нм — 380 нм   |                               |                               |                                              |
| Видиме світло                       | 380 нм — 700 нм  | Очі, камери                   | Фарба, сітки, контросвітлення | Уніформа                                     |
| Коротший інфрачервоний              | 700 нм — 3 мкм   | Підсилювачі зображення        | Парасольки                    |                                              |
| Середній або тепловий інфрачервоний | 3 мкм — 8 мкм    | Теплова головка самонаведення | Тенти                         |                                              |
| Довгий інфрачервоний                | 8 мкм — 15 мкм   | Тепловізійний датчик          | Охолоджувальні плити Пельтьє  | Активний камуфляж Adaptiv                    |
| Далекий інфрачервоний діапазон      | 15 мкм — 1 мм    |                               |                               |                                              |
| Мікрохвилі                          | 1 мм — 1 м       | Радар                         | Стелс-технологія              | Northrop Grumman B-2 Spirit, F-117 Nighthawk |
| Довші радіохвилі                    | 1 м — 100 000 км |                               |                               |                                              |